# Erpodium distichum
Erpodium distichum är en bladmossart som beskrevs av H. A. Wager och Hugh Neville Dixon 1920. Erpodium distichum ingår i släktet Erpodium och familjen Erpodiaceae. Inga underarter finns listade i Catalogue of Life.